# Chloris radiata
Espèce

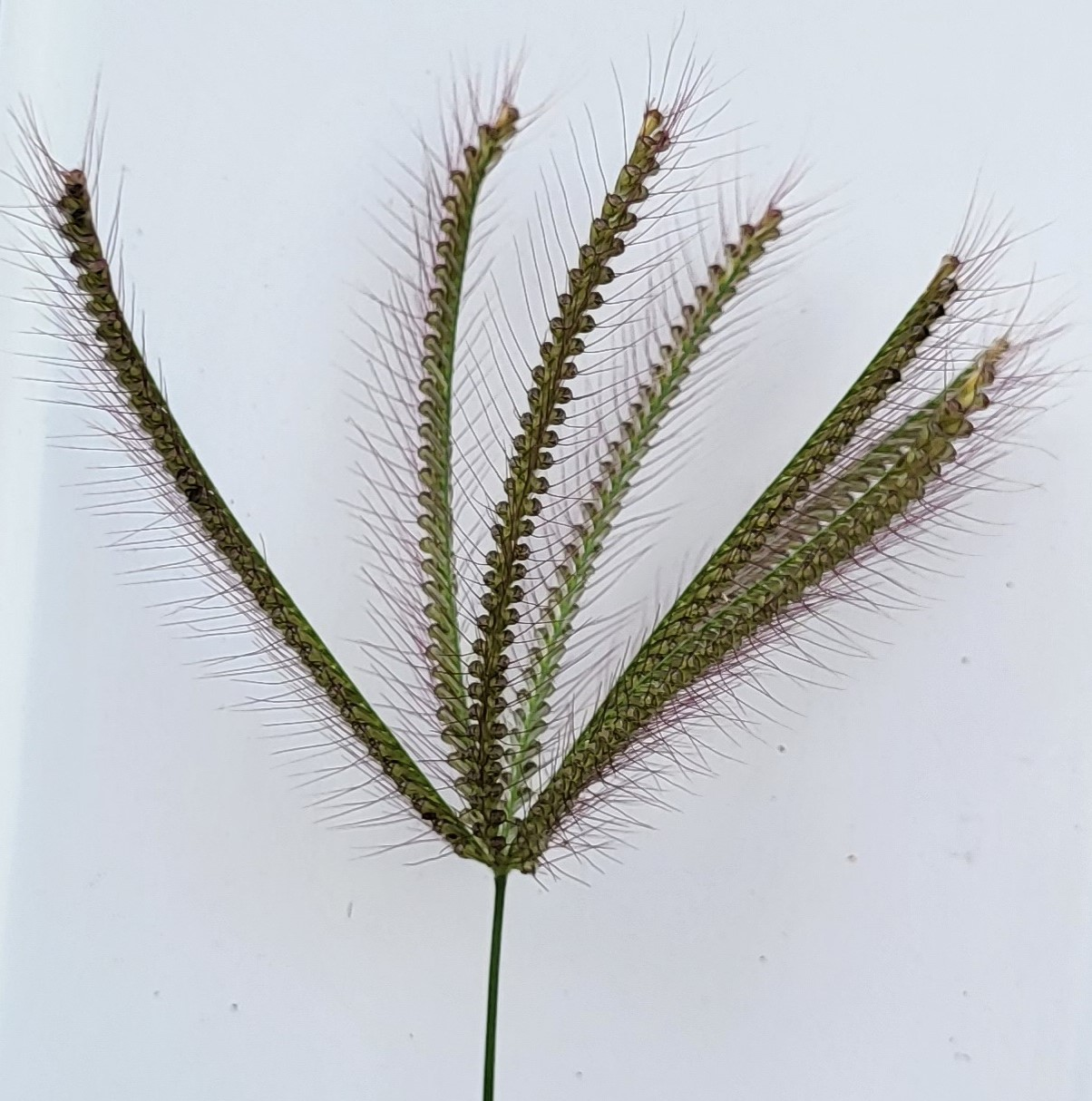
épi d'épillets de Chloris radiata (Antilles)

Chloris radiata , communément appelée « digitaire radiée », est une espèce herbacée du genre Chloris, de la famille des Poacées.  C'est une espèce en C 4, annuelle et indigène en Colombie, poussant entre 500 et 2000 m d'altitude.
Chloris radiata est depuis devenue une espèce de mauvaise herbe des Caraïbes orientales, d'Amérique centrale et du nord de l'Amérique du Sud.

## Taxonomie
Le genre a été décrit par (L.) Sw. et publié dans Nova Genera et Species Plantarum seu Prodromus 26. 1788.

### Synonymes
- Chloris radiata	B. Heyne ex Roth	Nov. Pl. Sp. 61	1821
- Chloris radiata var. beyrichiana	(Kunth) Hack.	Anales Mus. Nac. Buenos Aires 13: 489	1906
- Chloris radiata var. longiaristata	Chr. Müller	Feddes Repert. 94(9–10): 625, f. 2	1983
- Chloris radiata var. radiata

#### Basionyme
- Agrostis radiata L., Pl. Jamaic. Pug. 2: 7 (1759).

Homotypic
- Gymnopogon radiatus (L.) Parodi, Physis (Buenos Aires) 4: 180 (1918).

Heterotypic
- Andropogon provincialis Retz., Observ. Bot. 3: 43 (1783).
- Cynosurus scoparius Lam., Encycl. 2: 188 (1786).
- Chloris scoparia Desf., Tabl. École Bot.: 14 (1804).
- Chloris pallida Willd., Sp. Pl., ed. 4, 4: 926 (1806), nom. superfl.
- Chloris gracilis P.Durand, Quib. Chlor. Spec.: 10 (1808).
- Chloris virgata P.Durand, Quib. Chlor. Spec.: 10 (1808), nom. illeg.
- Actinochloa ciliata Willd. ex P.Beauv., Ess. Agrostogr.: 41 (1812), nom. nud.
- Chondrosum ciliatum P.Beauv., Ess. Agrostogr.: 41 (1812), nom. nud.
- Chloris durandiana Schult., Mant. 1: 341 (1822), nom. superfl.
- Chloris glaucescens Steud., Syn. Pl. Glumac. 1: 206 (1854).
- Chloris tacnensis Steud. in W.Lechler, Berberid. Amer. Austral.: 56 (1857), nom. nud.
- Chloris crinita Salzm. ex Döll in C.F.P.von Martius & auct. suc. (eds.), Fl. Bras. 2(3): 64 (1878), pro syn.
- Chloris radiata var. longiaristata Müll.Hal., Feddes Repert. 94: 625 (1983).

## Étymologie
Chloris est un nom générique qui dérive du grec chloros (vert), faisant référence aux feuilles. C'est également le nom de Chloris qui est, dans la mythologie grecque, la déesse des fleurs. Radiata est une épithète latine signifiant « rayonnant »

## Description
Chloris radiata est une espèce annuelle à stolons courts dressées, à tiges de 15 à 60 cm de haut, ramifiées. Les feuilles glabres à velues ont des ligule de 0,5–0,7 mm de long ; les limbes sont longs de 6–12 cm et larges de 3–5 mm , aplatis ou repliés, généralement poilus, aigus. Les épis sont au nombre de 3 à 9, de 3,5–7 cm de long, en 1–2 verticilles, ascendants à divergents. Les épillets de 2,5–3,5 mm de long, densément imbriqués ; à glume inférieure de 1,5–2,4 mm de long et glume supérieure de 2,2–3,4 mm de long. Les  2 fleurons ont des lemmes de 2,5–3,4 mm de long, lancéolées à elliptiques, à bords brièvement ciliés , à carène glabre et arête de 7–13 mm de long. Les anthères d'environ 0,5 mm de long forment des fleures rudimentaire de 0,5–1,5 mm de long et 0,1 mm de large, linéaire, aiguë, avec une arête de 2–7,5 mm de long,.

## Distribution et habitat
C'est une espèce commune, que l'on trouve au bord des routes, dans les plantations de café, à une altitude de 200 à 1300 mètres. Elle produit des fleurs toute l'année; du sud des États-Unis à la Bolivie, au Brésil et aux Antilles. On la trouve également en Afrique tropicale, et dans l'est du Brésil et du Paraguay.